# Vrijdagmarkt (Antwerpen)
De Vrijdagmarkt is een plein in het centrum van Antwerpen dat is gelegen tussen de Heilig Geeststraat, Leeuwenstraat en Steenhouwersvest.

## Geschiedenis
De geschiedenis van het plein gaat terug tot in de zestiende eeuw. Aanvankelijk was de grond waartoe de Vrijdagmarkt behoorde onderdeel van het hotel van Ridder van Spangen. In de loop der eeuwen verwisselde het meerdere malen van eigenaar, zo was het in de vijftiende eeuw eigendom van Ridder Reinier van der Elst. Van der Elst was een lid van een invloedrijke Antwerpse familie en was actief in de politiek.
Hierrna kwam het in de zestiende eeuw in eigendom van de familie van Spangen. Midden zestiende eeuw werd de grond opnieuw verkocht. In 1547 kwam het in handen van Gilbert van Schoonbeke. Van Schoonebeke was verantwoordelijk voor de ontwikkeling van de Bergstraat, Leeuwenstraat, Valkstraat en Heilig Geeststraat. Aan de zijde van de Steenhouwersvest liet Van Schoonebeke een plein aanleggen met twee uitgangen. Vanaf 1549 vond hier de verkoop plaats van oude meubelen en kleding. Voorheen werden deze openbare verkopen georganiseerd op de Grote Markt. Aanvankelijk stond het plein bekend als Oude Kleerkopersmerct, vanaf 1585 is de naam Vrijdagsmarkt ("Vrijdachsmerct") in gebruik.

## Bebouwing
Tijdens de V-bominslag op 2 januari 1945 werd de bebouwing aan het plein, op een gedeelte van het Museum Plantin-Moretus na, volledig vernietigd. In 1949 werd het plein herbouwd.

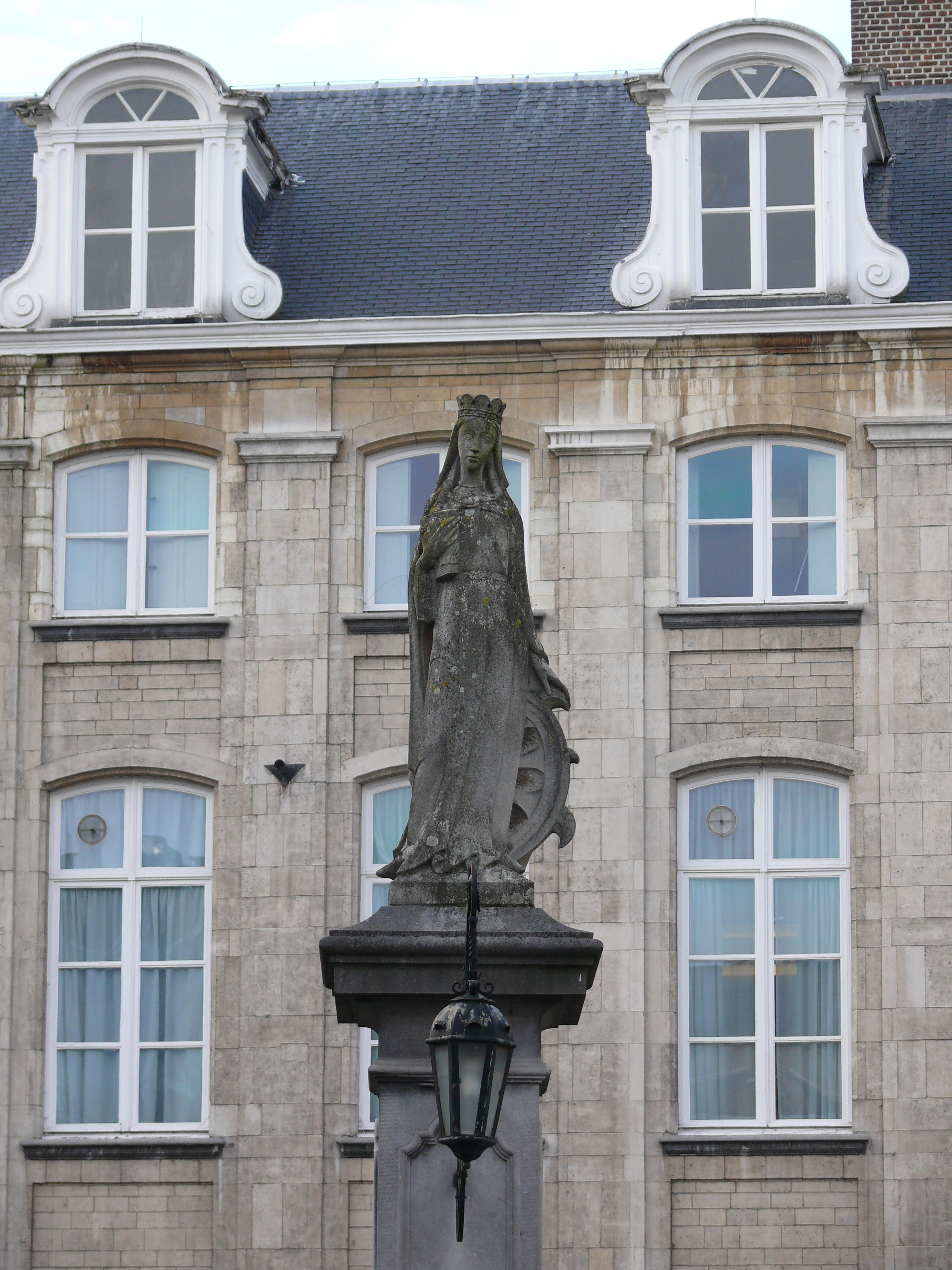
Heilige Catharina, patrones van de oude kleerkopers

Midden op het plein staat een waterpomp met standbeeld van de Heilige Catharina. Het oorspronkelijke beeld van J.B. Mareels uit de achttiende eeuw werd net als de bebouwing op het plein in 1945 verwoest. De sokkel overleefde de aanslag deels. In 1962 werd de gerestaureerde sokkel met daarbovenop een nieuw werk van beeldhouwster Mariëtte Coppens op dezelfde plaats teruggezet.
In juni 2022 werd er door het Antwerpse stadsbestuur gesproken over een heraanleg van het plein. Onder het plein bevinden zich een aantal ondergrondse atoombunkers. Om meer plaats te bieden aan de bomen om het plein, zullen deze mogelijk verwijderd worden.

## Activiteiten
Op de Vrijdagmarkt is iedere vrijdagochtend een veiling van oude spullen. Daarnaast zijn er rondom het plein vele terrassen en restaurants. Aan de Vrijdagmarkt is ook het Museum Plantin-Moretus gevestigd.